# بستله (قمر)

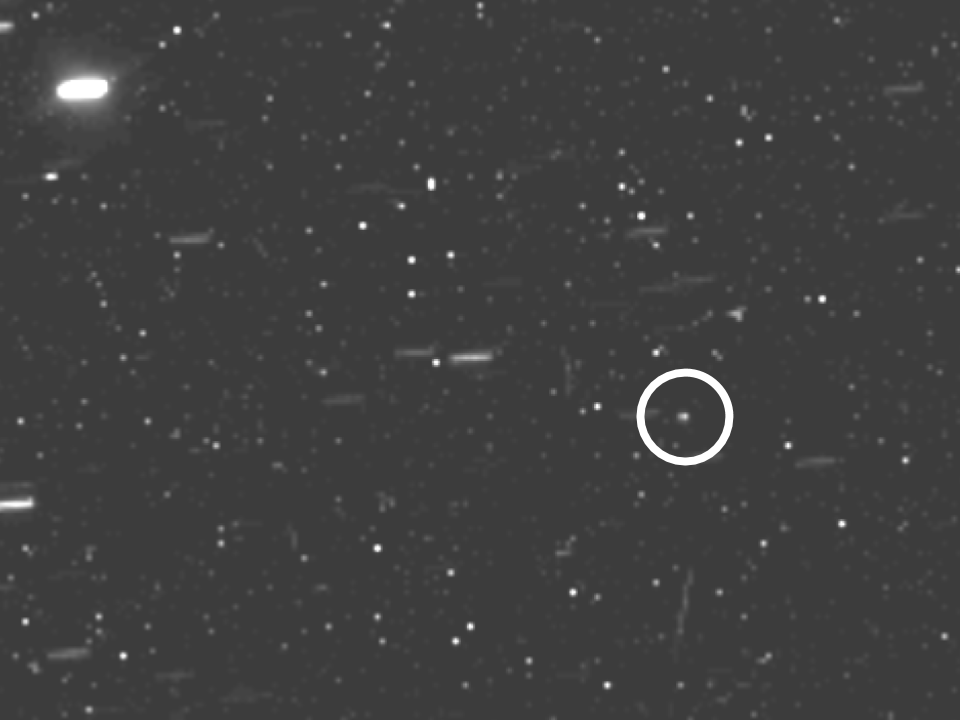
نمایی از قمر «بستلا»، تصویربرداری توسط کاسینی - ۲۲ سپتامبر ۲۰۱۵

بستلا (به انگلیسی: Bestla)، که با نام زحل XXXIX هم خوانده می‌شود، از قمرهای نامنظم سیاره زحل است. این قمر در سال ۲۰۰۳ توسط اسکات اس. شپرد، دیوید سی.جویت، جن کلینه، برایان جی.مارسدن در ۴ مه سال ۲۰۰۵، از مشاهداتی که بین ۱۳ دسامبر ۲۰۰۴ و ۵ مارس ۲۰۰۵ صورت گرفته بود کشف شد؛ و به نام موقت اس/۲۰۰۴ اس ۱۸ نامگذاری شد.

## توصیف
بستلا حدود ۷ کیلومتر قطر دارد. و با متوسط مدار ۲۰٬۱۹۲٬۰۰۰ کیلومتر و دوره ۱۰۸۸ روز دور زحل می‌چرخد. انحراف آن ۱۴۷ درجه نسبت به دایرةالبروج و (۱۵۱ درجه نسبت به استوای زحل) است. حرکت این قمر رجوعی و خروج از مرکز مدار آن ۰٫۵۱۴۵ است. مشاهدات اولیه از سال ۲۰۰۵ بیان می‌کردند که بستلا خروج از مرکز خیلی زیادی ۰٫۷۷ دارد. مثل بیشتر قمرهای نامنظم بیرونی سیاره غول‌پیکر، در نتیجه مکانیسم کوزای ممکن است میزان خروج از مرکز بستلا تغییر کند.

## نامگذاری
این قمر در آوریل ۲۰۰۷ به نام بستلا غول مادهٔ سرما از اساطیر اسکاندیناوی نامگذاری شد که مادر اودین است.